# Jean Miélot
Jean Miélot (Piccardia, ... – 1472) è stato uno scrittore, traduttore, presbitero e amanuense francese.

## Biografia
Nacque a Gueschard, tra Abbeville e Hesdin. Si sa poco della sua gioventù. Fu reclutato dal Duca del luogo dopo aver tradotto ed adattato lo Speculum Humanae Salvationis in francese nel 1448.
Prestò servizio alla corte di Filippo III di Borgogna (Duca di Borgogna dal 1449 fino alla morte di costui, avvenuta nel 1467) e, in seguito, al figlio di Filippo, Carlo I di Borgogna. Servì anche come cappellano al conte Luigi di Lussemburgo-Saint-Pol dal 1468 (dopo, quindi, la morte di Filippo). Fu principalmente impiegato nella produzione di manoscritti di lusso con decorazioni, per la biblioteca di Filippo. Miélot tradusse molte opere, sia religiose che storiche, in lingua francese, dalla lingua latina oppure dalla lingua italiana, così come nello scrivere o completare opere letterarie ideate da lui stesso, e comporre versi metrici. Tra le sue opere personali e le sue traduzioni, egli produsse ventidue composizioni scritte totali durante il periodo di lavoro presso Filippo, che furono copiate e vendute su scala molto larga, con molte edizioni stampate e vendute dopo il decesso del loro autore, ed influenzarono consistentemente lo sviluppo dello stile poetico francese umanistico-rinascimentale.